# Hospitalkirche (Andernach)

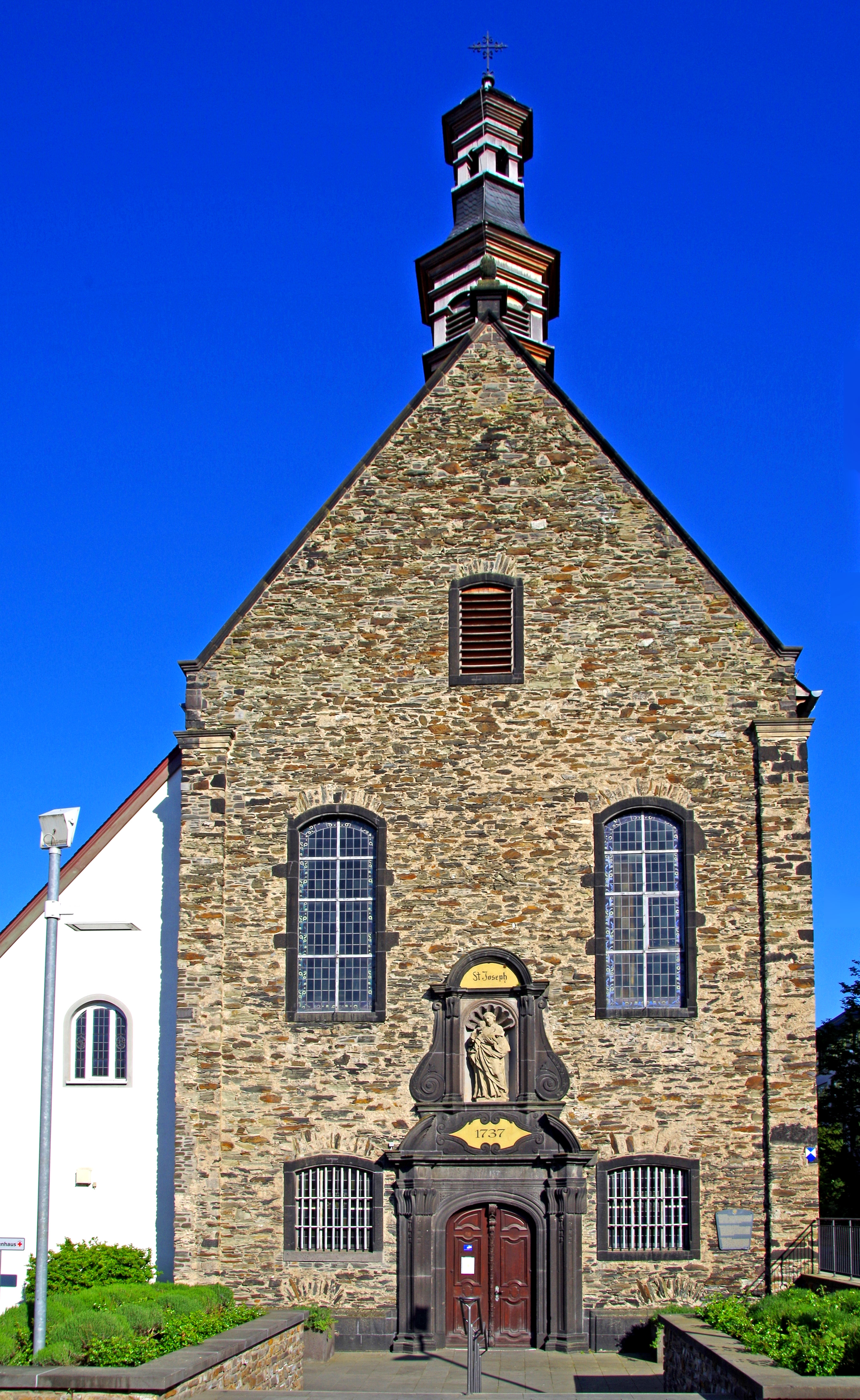
Hospitalkirche (Westseite)

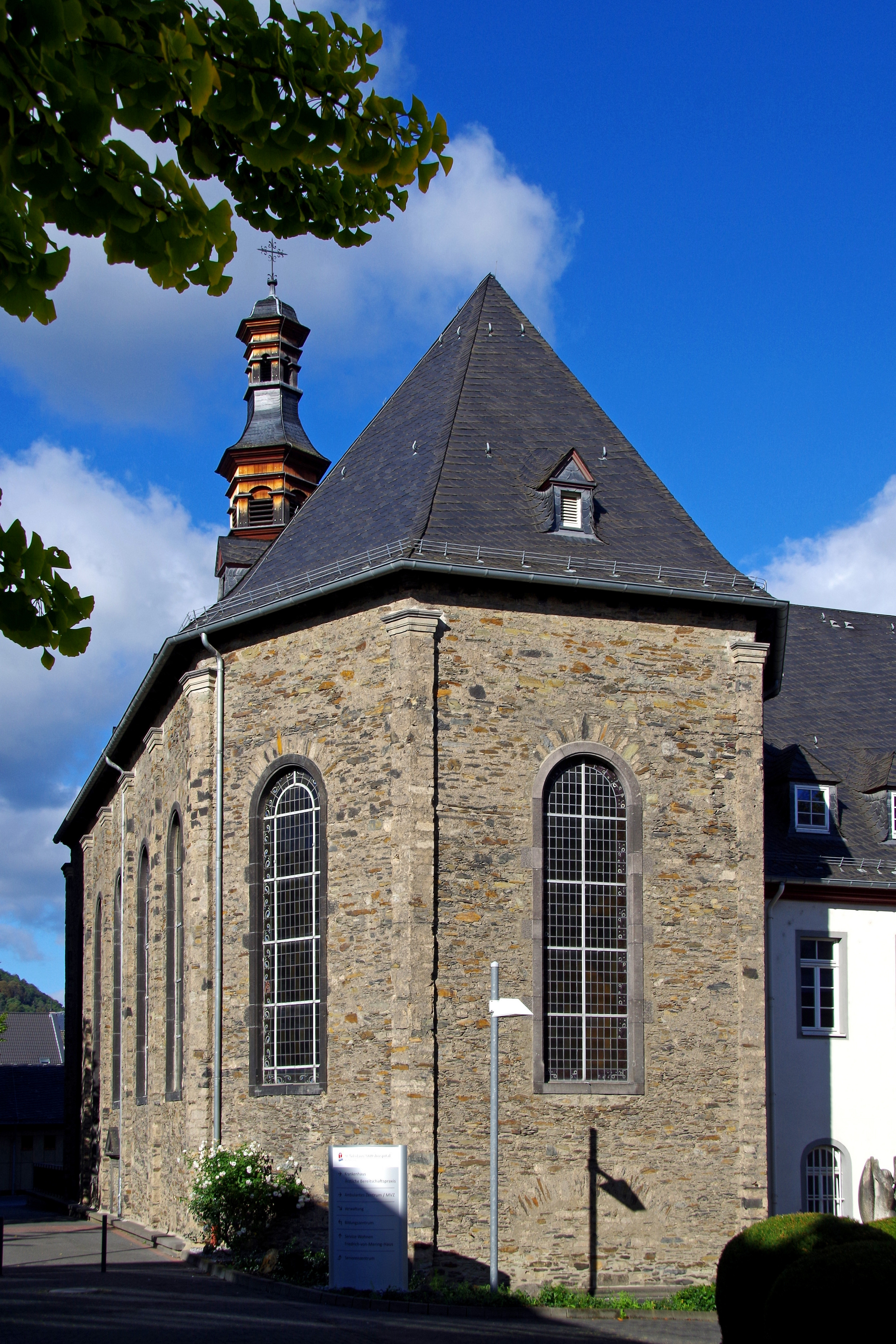
Hospitalkirche (Ostseite)

Die Hospitalkirche (auch genannt Hospitalkapelle St. Nikolaus und Elisabeth) ist das römisch-katholische Gotteshaus des St.-Nikolaus-Stiftshospitals und die ehemalige Kirche des Annuntiatenklosters in der Großen kreisangehörigen Stadt Andernach im Landkreis Mayen-Koblenz im nördlichen Rheinland-Pfalz. Sie gehört zur Pfarrei Maria Himmelfahrt Andernach im ehemaligen Dekanat Andernach-Bassenheim der Diözese Trier, seit dem 1. Januar 2023 im Pastoralen Raum Andernach. Sie gilt als einer der schönsten barocken Bauten in Rheinland-Pfalz.

## Geschichte
Der Rat der Stadt Andernach erteilte 1643 dem Orden der Annuntiatinnen die Genehmigung zur Gründung eines Klosters. Obwohl schon 1652 die ersten fünf Nonnen nach Andernach kamen, begann der Bau des Klosters erst im April 1667. 1736 wurde die Klosterkirche in dreijähriger Bauzeit errichtet und am 25. März 1740 eingeweiht. 1775 folgte der Bau einer von den Nonnen geleiteten Mädchenschule.
Infolge der Besetzung des Rheinlands durch französische Truppen im Jahr 1794 wurde 1803 im Zuge der Säkularisation der Orden aufgehoben und das Kloster aufgelöst. Das Klostergebäude einschließlich der Kapelle wurde von der französischen Verwaltung 1804 an die Stadt Andernach verpachtet. Danach war es zunächst mehrere Jahre als Stall und Lagerraum zweckentfremdet, bevor es wieder als Schule genutzt wurde. 1834 wurde das Hospital integriert, das sich bis dahin im Bereich der heutigen Stadtgalerie befunden hatte. 1841 übernahm die Stiftung St. Nikolaus-Stiftshospital Andernach die historische Anlage.
1977 wurde der Innenraum durch einen Brand schwer beschädigt und durch Ruß geschwärzt. Durch eine detailgetreue Restaurierung konnte die ursprüngliche Rokokoausstattung jedoch wiederhergestellt werden.
Während der heilige Josef von Nazaret stets Patron der Kirche blieb, wurde der heilige Nikolaus eigens zum Patron des Hospitals bestimmt.
Heute gehört die Kapelle zum Krankenhaus und zum Seniorenzentrum Marienstift. Sie wird sowohl für Gottesdienste der Stiftungseinrichtungen und der Pfarrgemeinde Maria Himmelfahrt als auch für Eheschließungen genutzt.

## Architektur

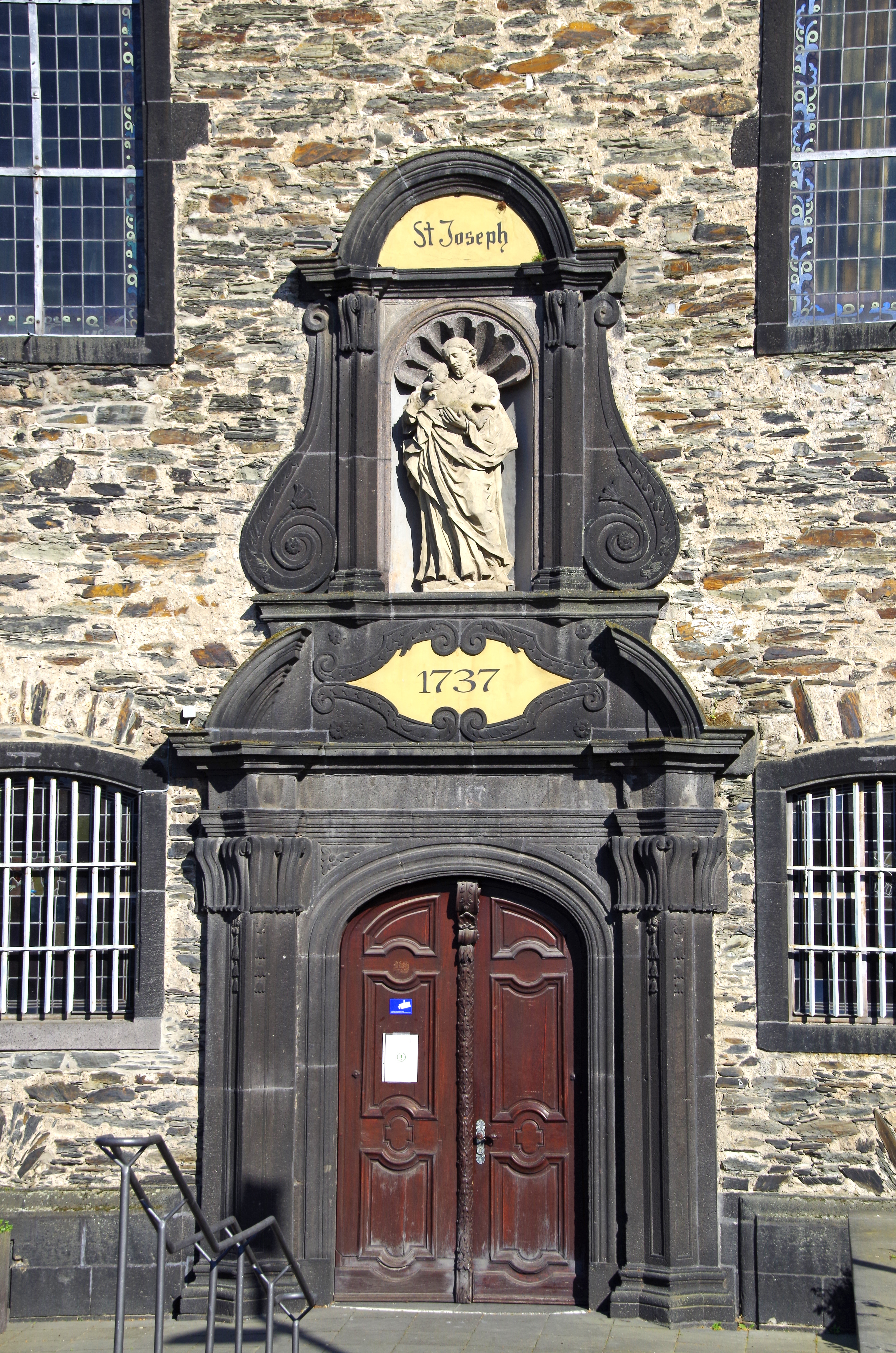
Eingangsportal

Die heutige Hospitalkirche St. Josef ist die ehemalige Kapelle der Annuntiatinnen. Der dreiseitig geschlossene spätbarocke Saalbau hat ein aus fünf Jochen bestehendes böhmisches Kappengewölbe und hohe Rundbogenfenster, die in Wandnischen eingefügt sind. Das einschiffige Gebäude ist 28,22 Meter lang und 11,89 Meter breit. Ein von Pilastern flankiertes Portal befindet sich an der Westfront der Kirche. Es trägt einen Ziergiebel mit Voluten, in dem in einer Muschelnische über dem Feld mit der in neuerer Zeit eingefügten Jahreszahl 1737 eine aus Tuff gearbeitete Statue des heiligen Josef steht. Den Abschluss der Kirche bildet ein Satteldach mit einem aus zwei Laternen bestehenden sechsseitigen Dachreiter.

## Innenausstattung
Das Innere der Hospitalkirche ist im Rokokostil gestaltet und durch umfangreiche Wand- und Deckenmalereien geprägt. Dargestellt sind unter anderem die Heilige Dreifaltigkeit, das Weltgericht, der Gute Hirt im Chor, die Verherrlichung Mariens im östlichen Joch und das Leben der seligen Jeanne de Valois, Gründerin des Annunziatenordens, auf der Nonnenempore. Aus dem Kapuzinerkloster Cochem stammt der Altar.
In den 1960er Jahren erhielt die Kirche eine Orgel mit 21 Registern aus der Orgelbauwerkstatt Josef Klein in Obersteinebach.
Die Bleiglasfenster der Kirche sind Werke unbekannter Künstler aus verschiedenen Epochen. Die beiden Fenster unter der Empore zeigen Darstellungen der Tempelreinigung und des Kreuzwegs, eines von 1739 und das andere von 1950. Ebenfalls von 1739 stammt das Fenster im Kirchenschiff mit Wappen aus den Jahren 1730 und 1739, die 1957 neu zusammengestellt wurden. Weitere Fenster im Chor und im Schiff zeigen Rechteckmuster mit Rahmenbordüre.

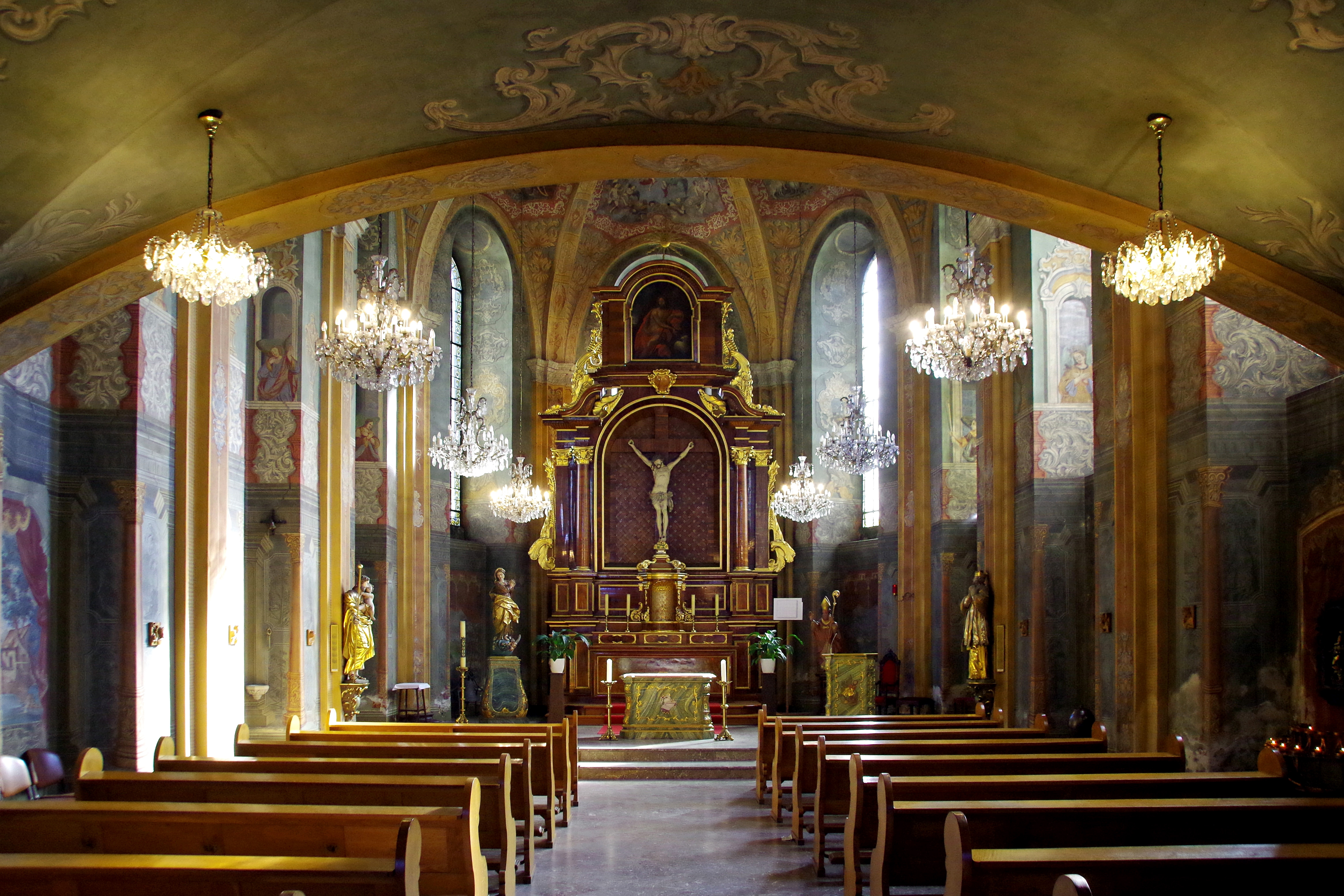
Innenraum
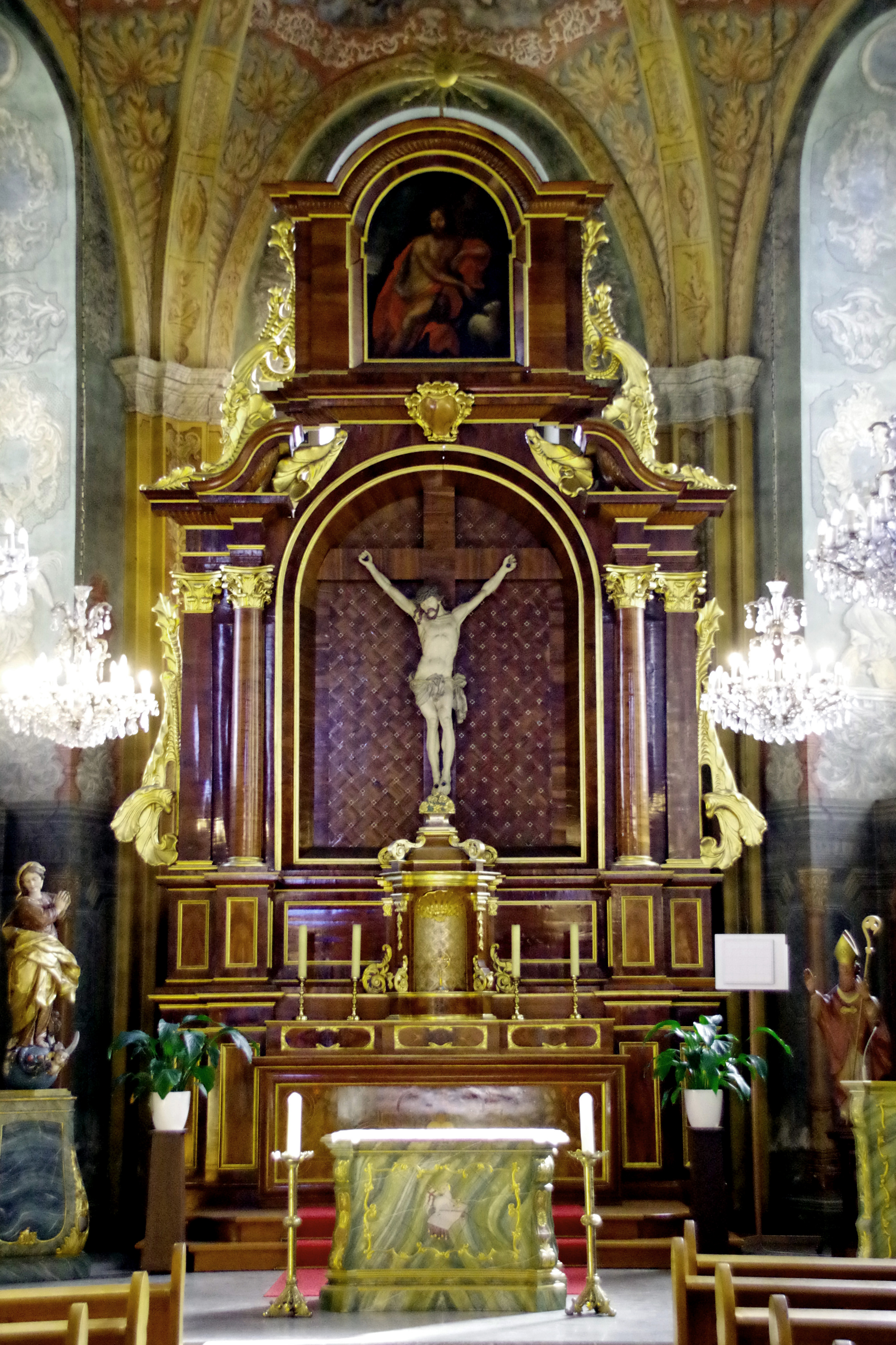
Hochaltar
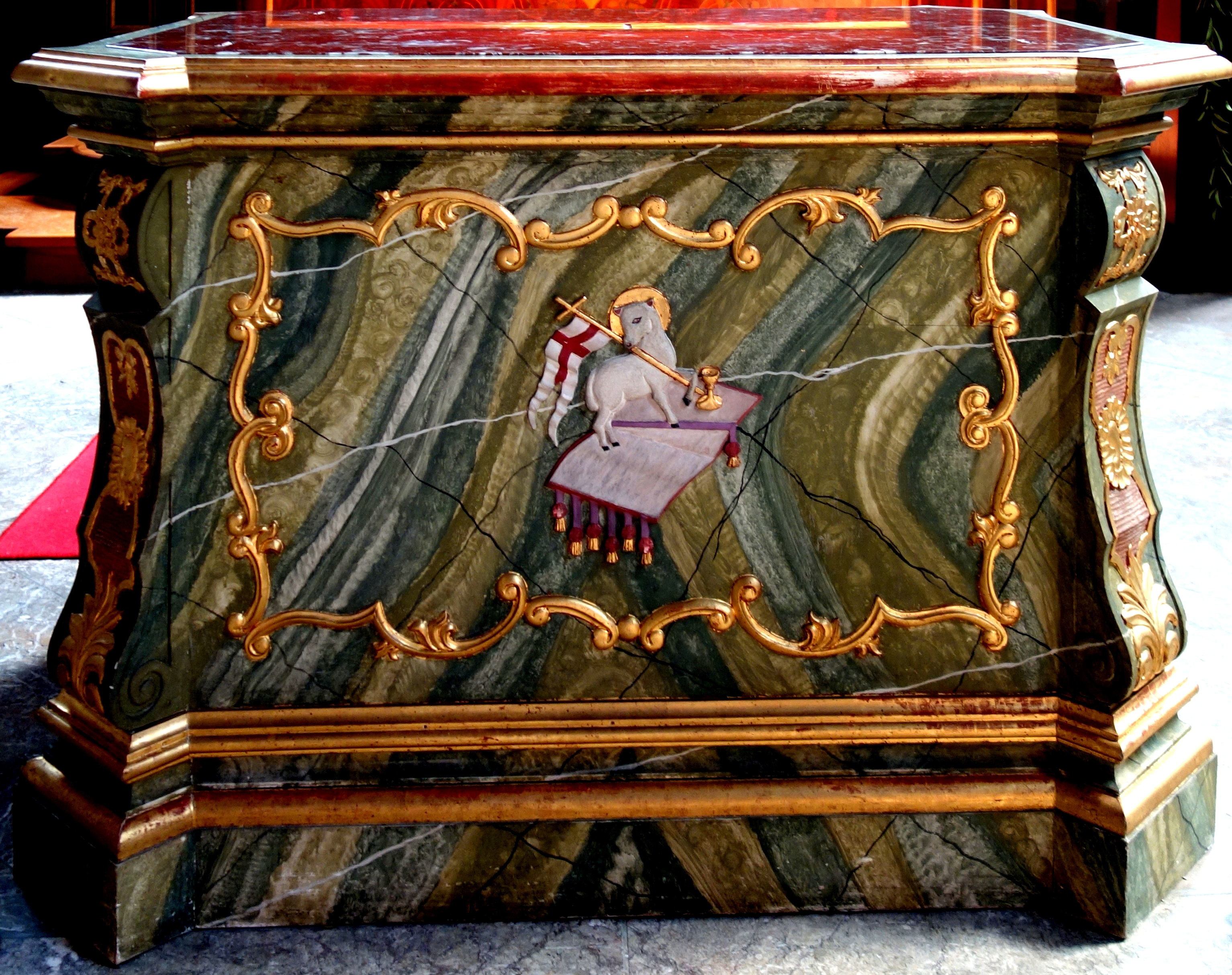
Volksaltar
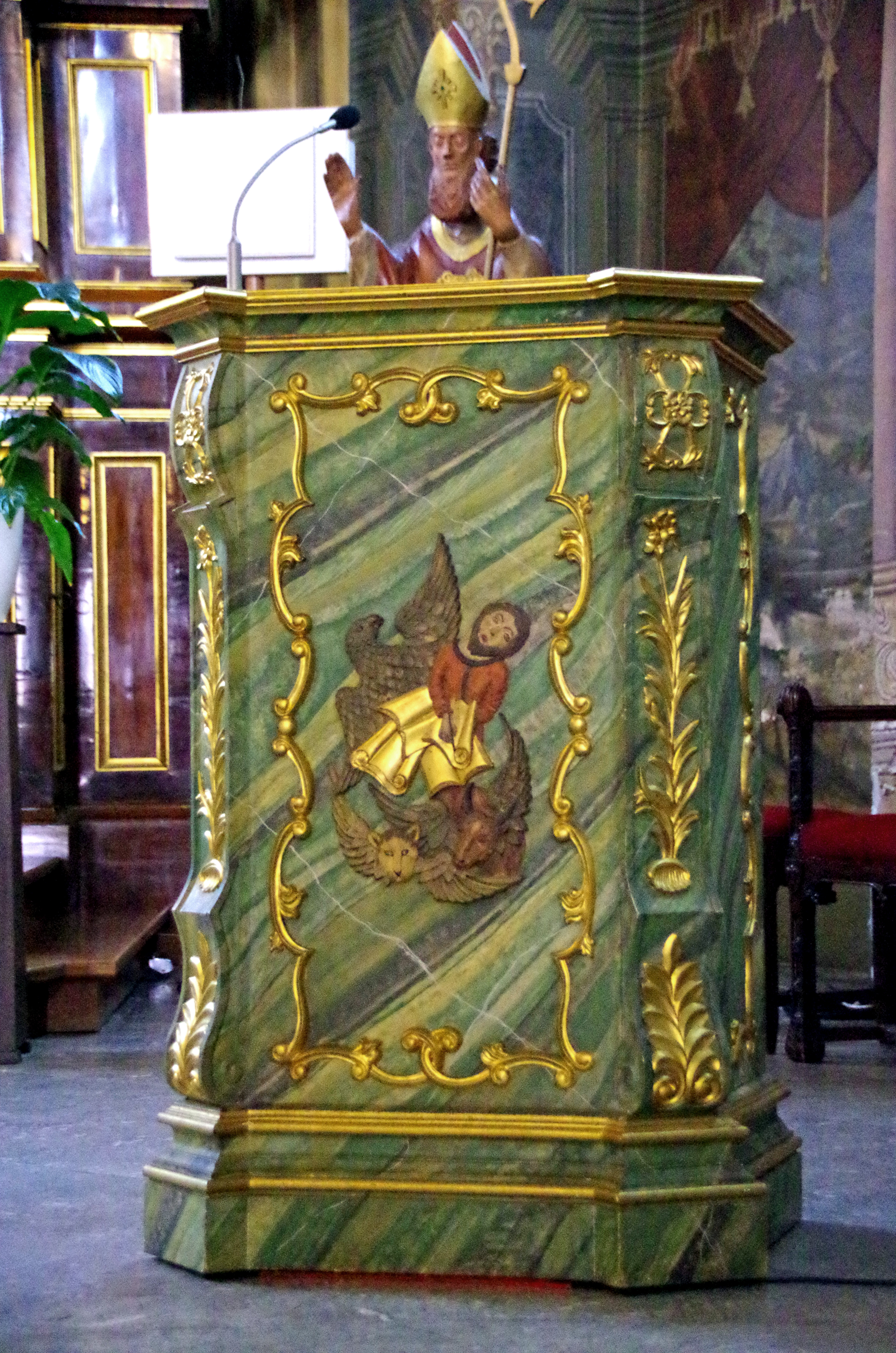
Kanzel
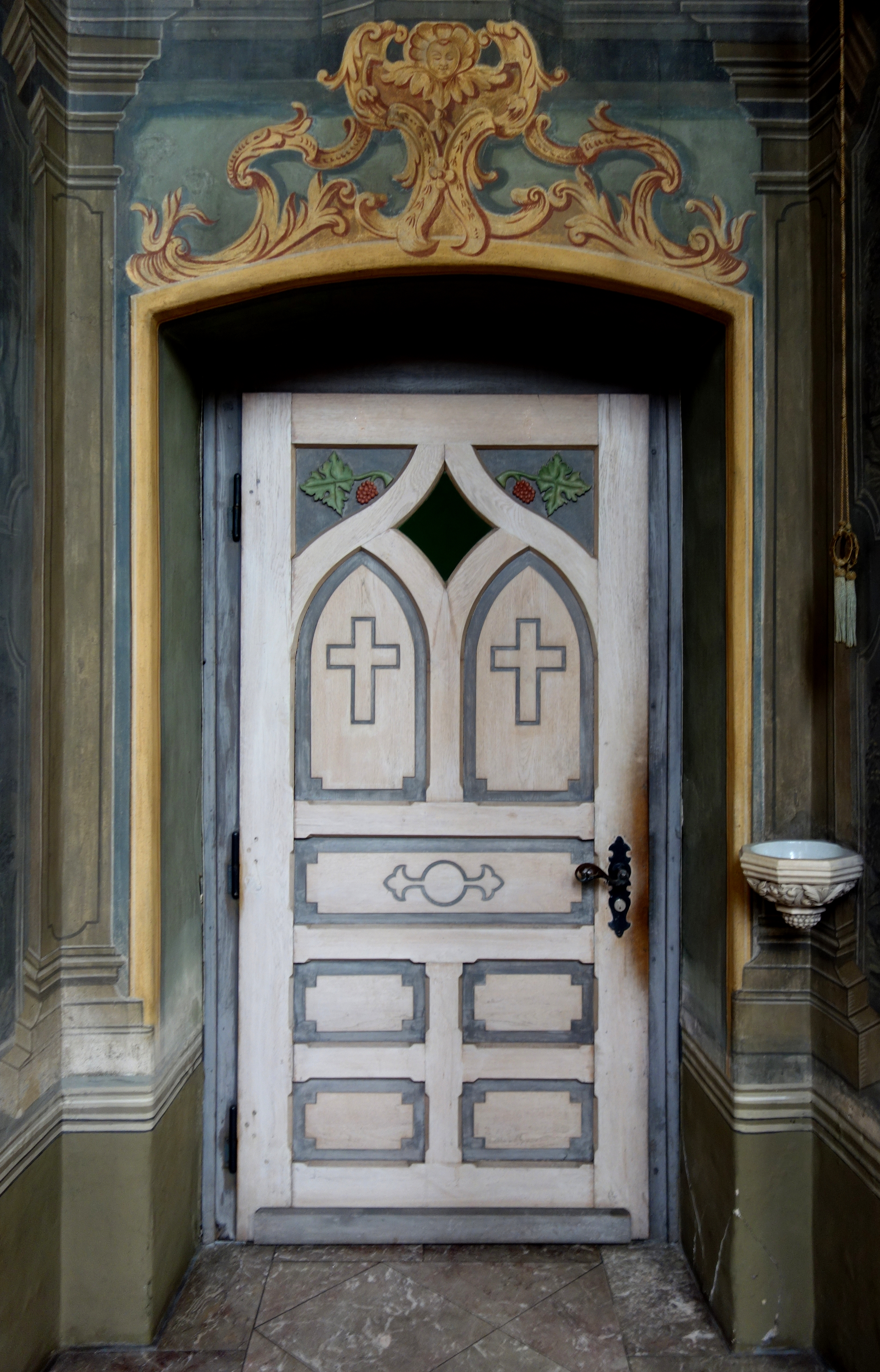
Eingang zur Sakristei
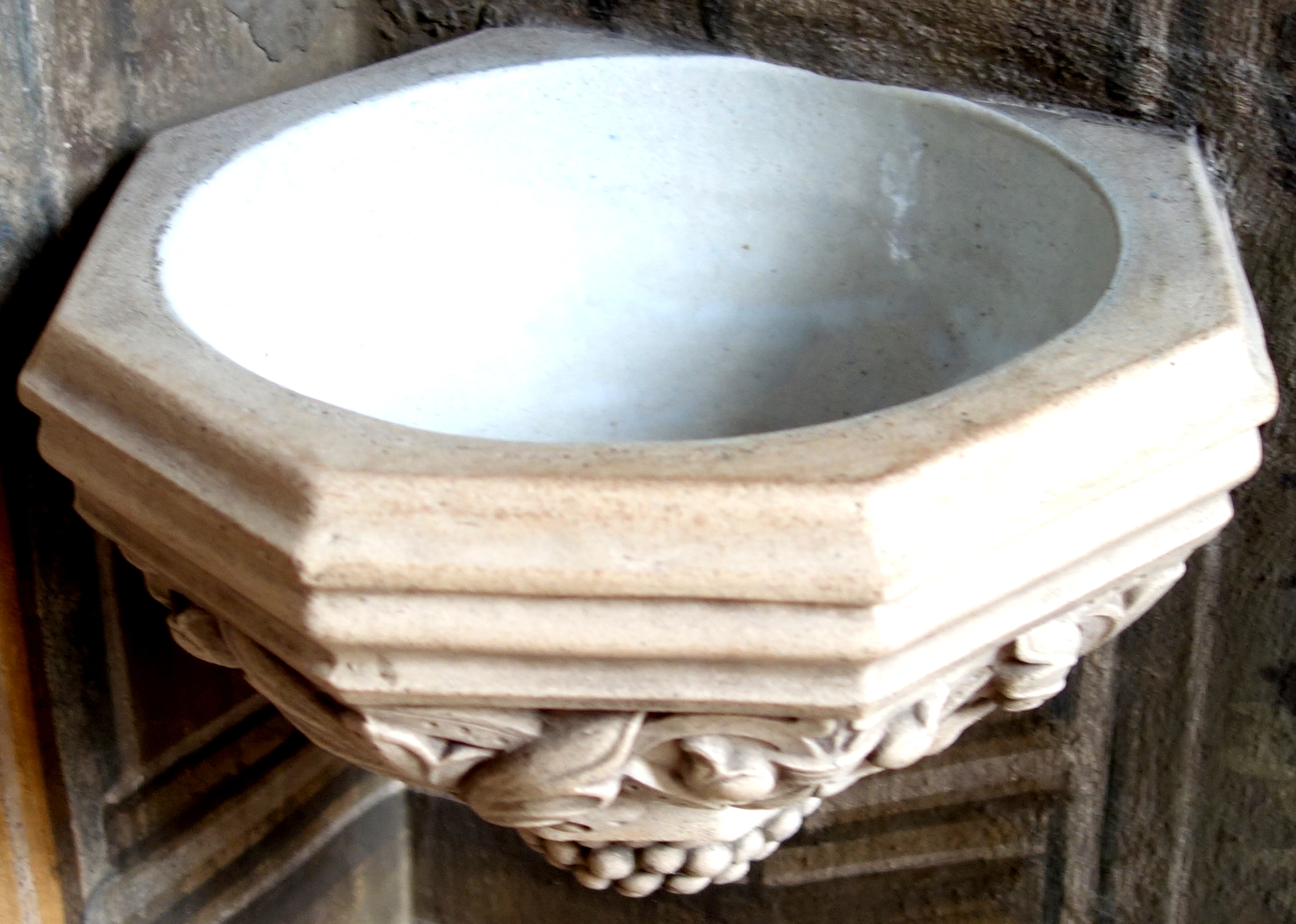
Weihwasserbecken
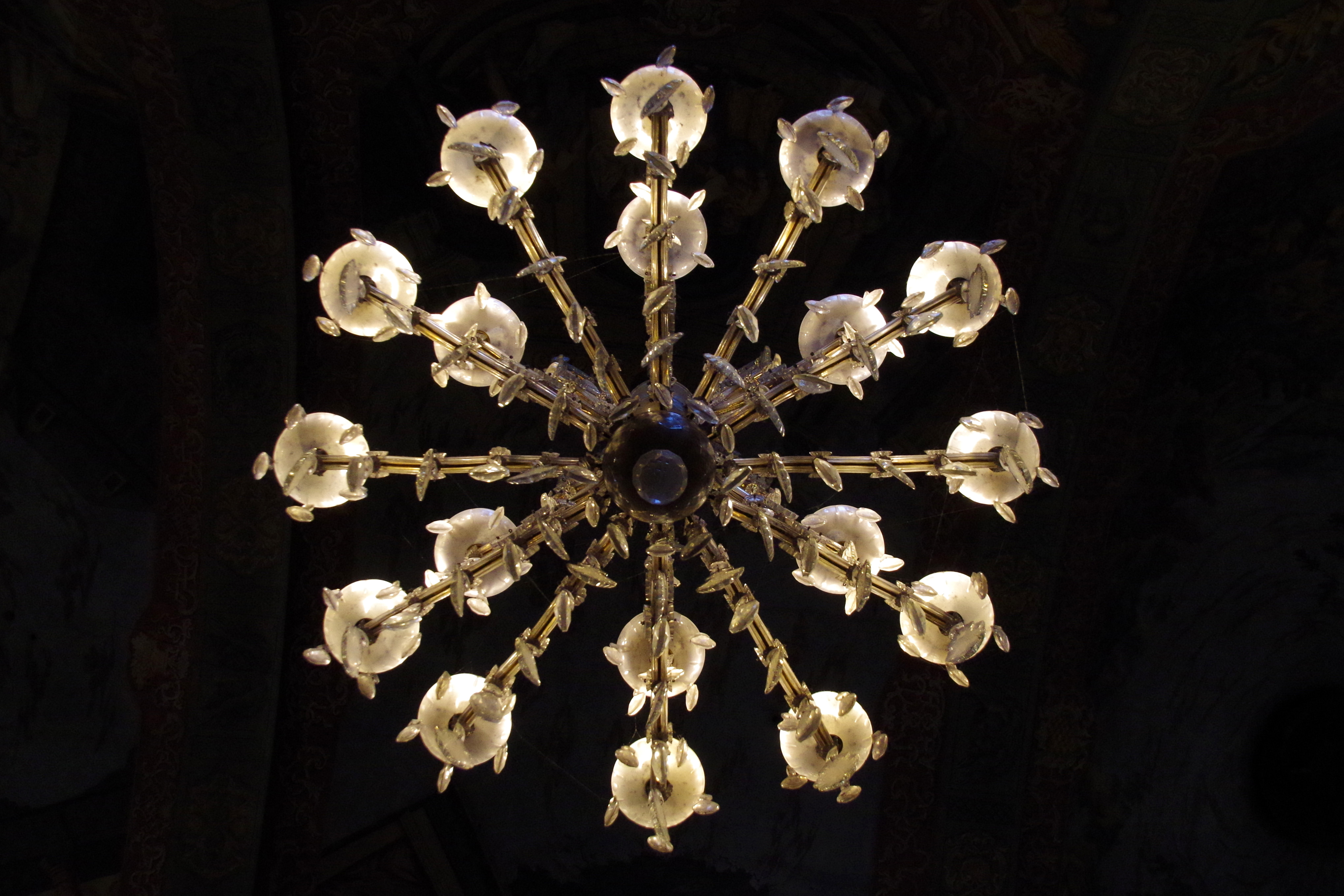
Deckenleuchter
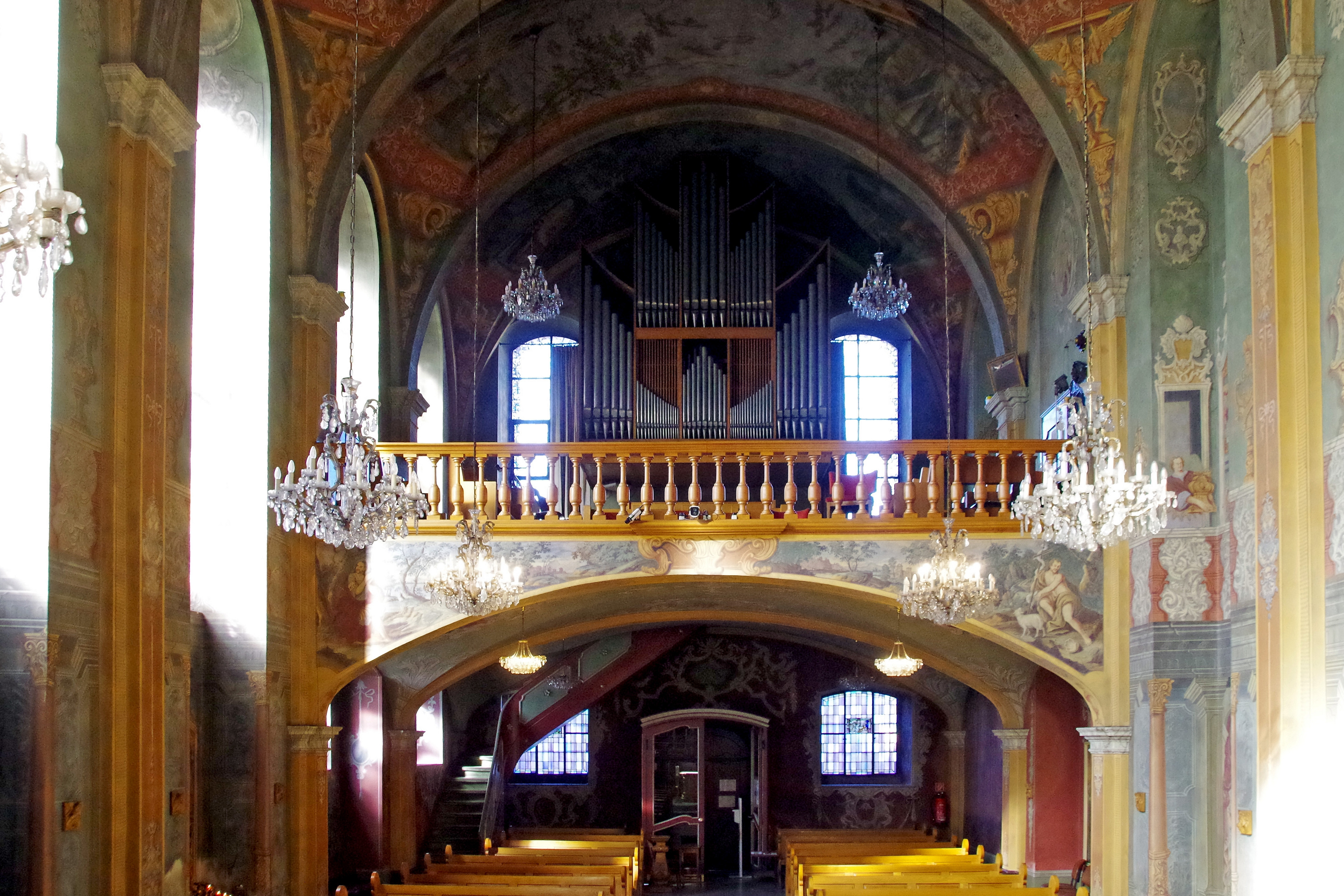
Orgelempore
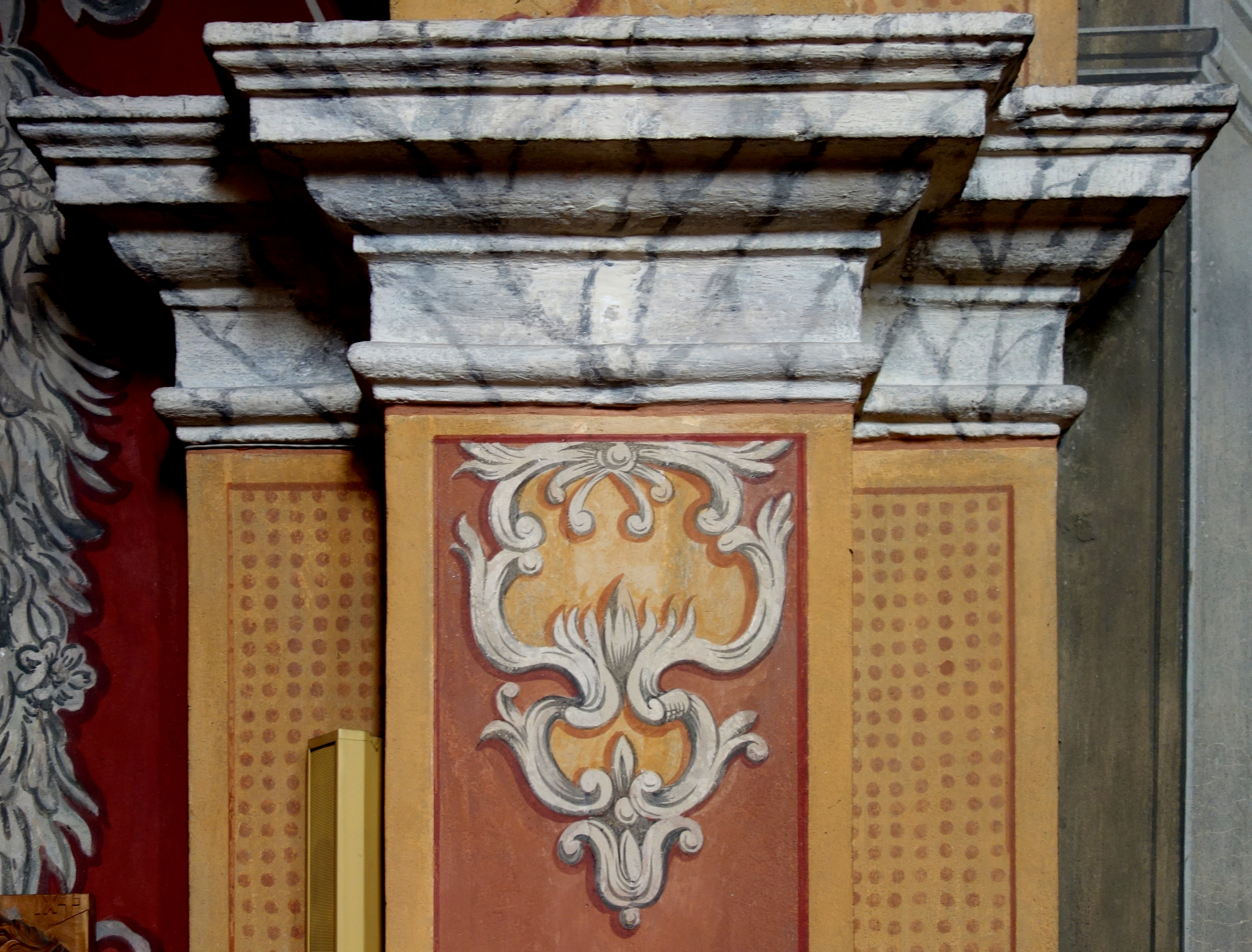
Kapitell
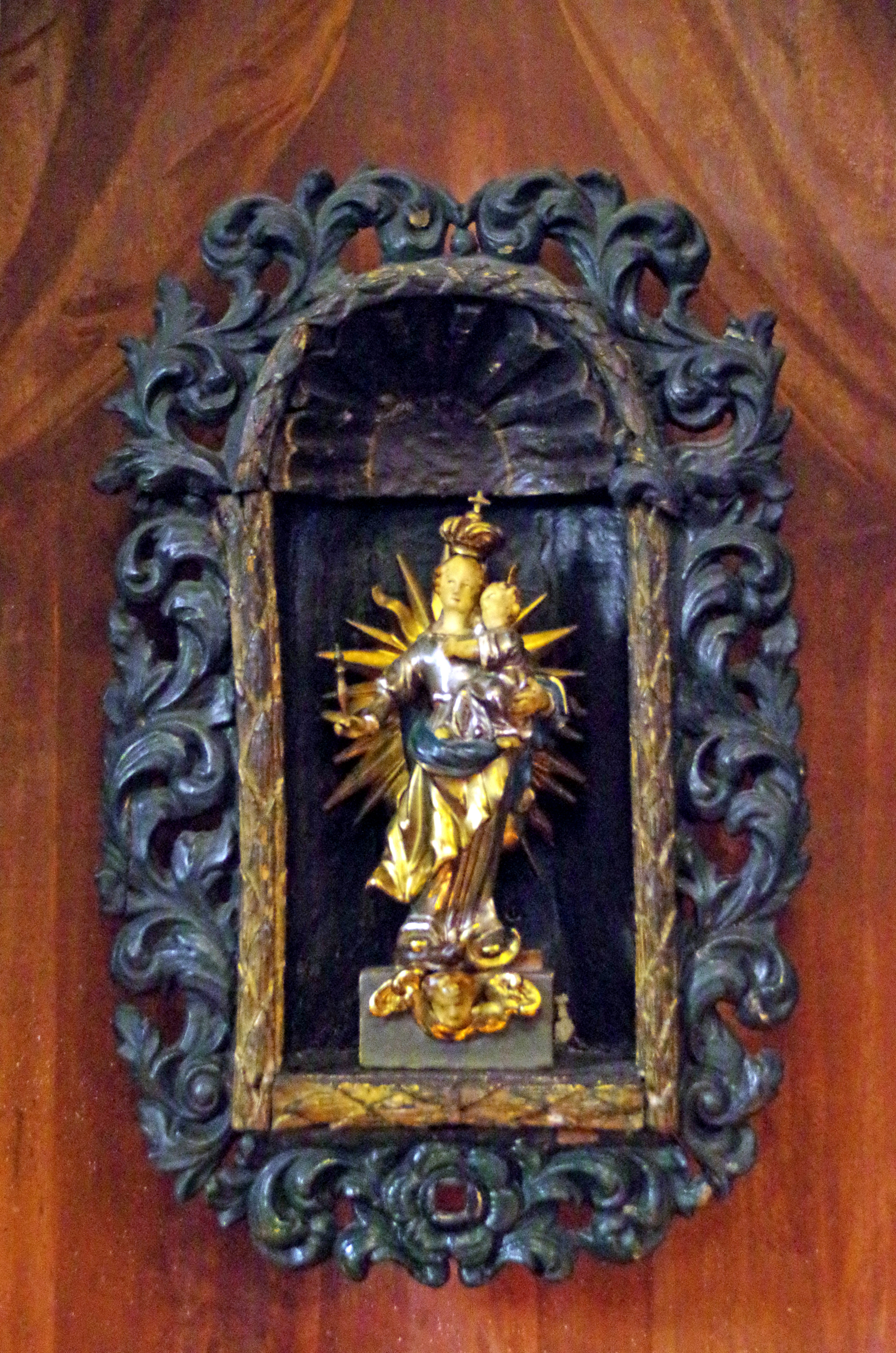
Madonna im Strahlenkranz
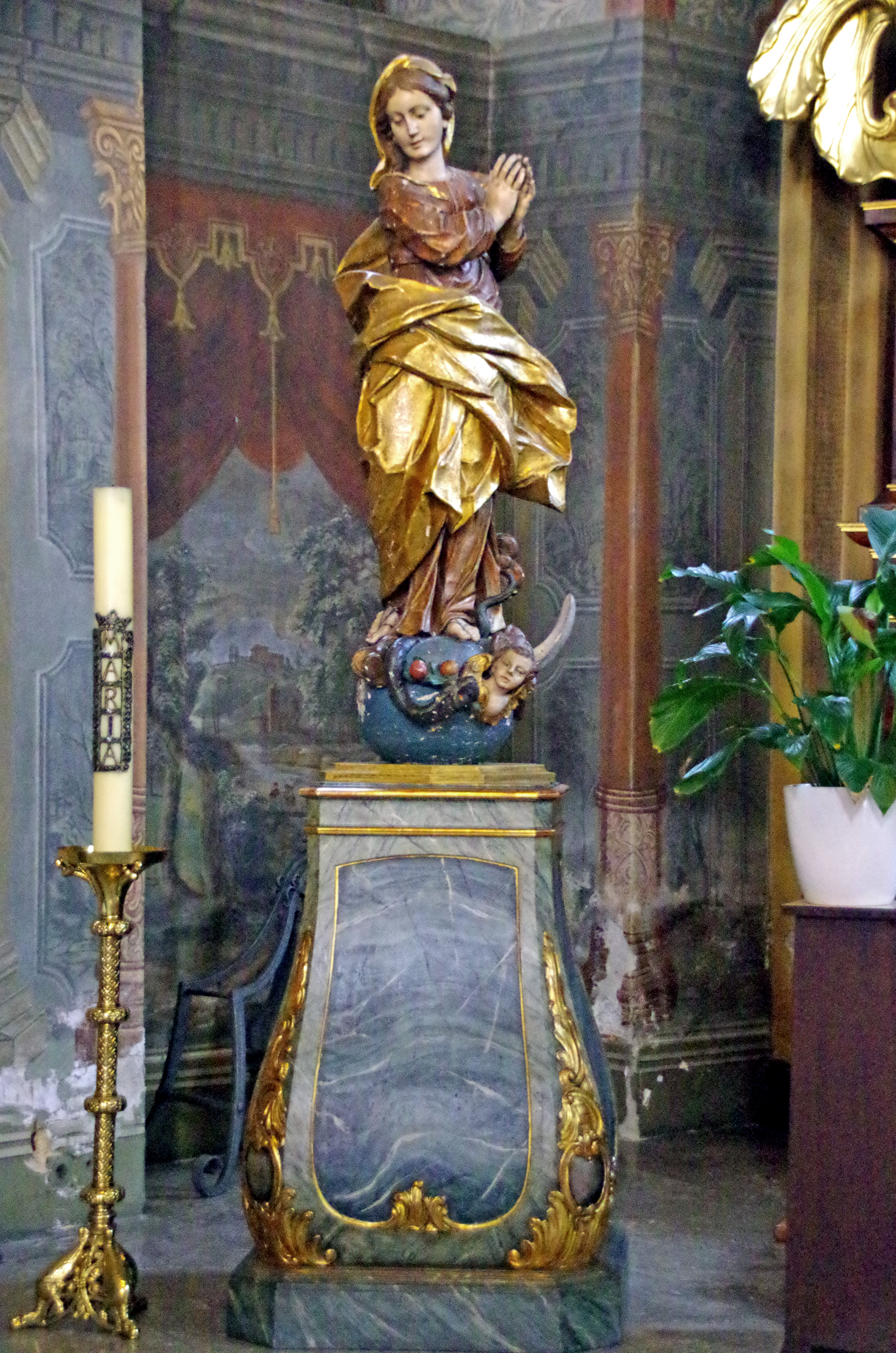
Marienstatue
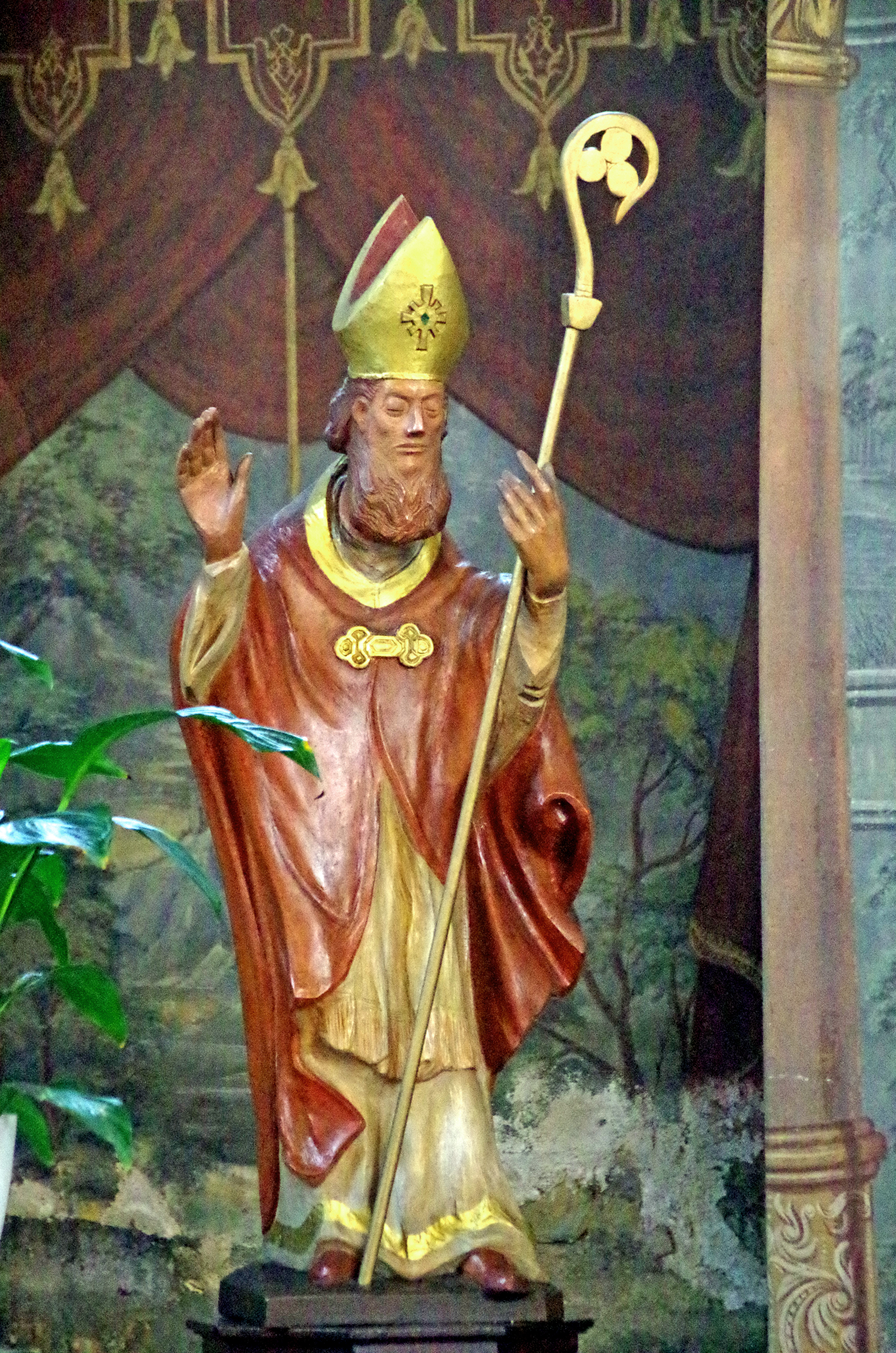
Nikolausstatue
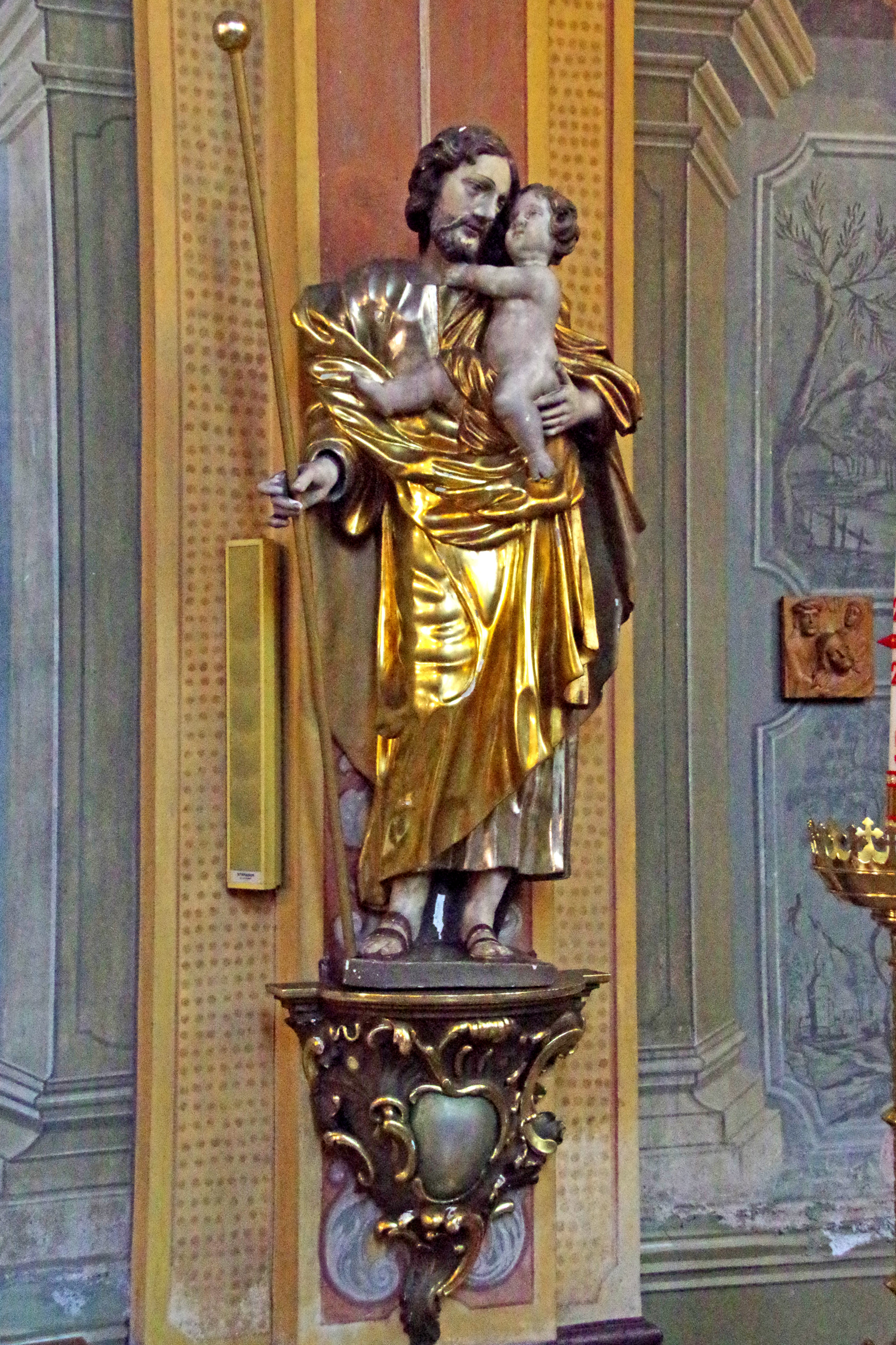
Josefstatue
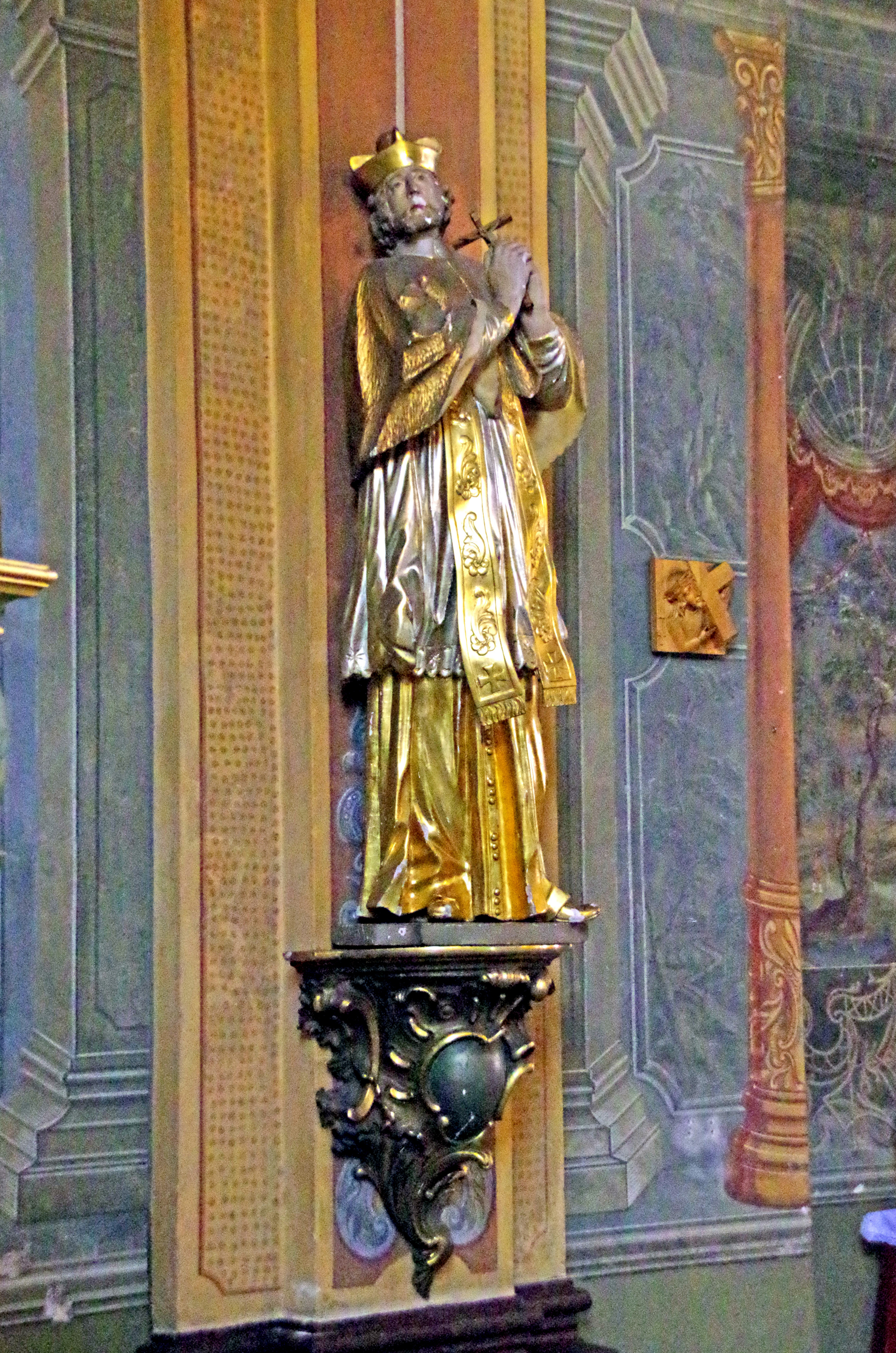
Nepomukstatue
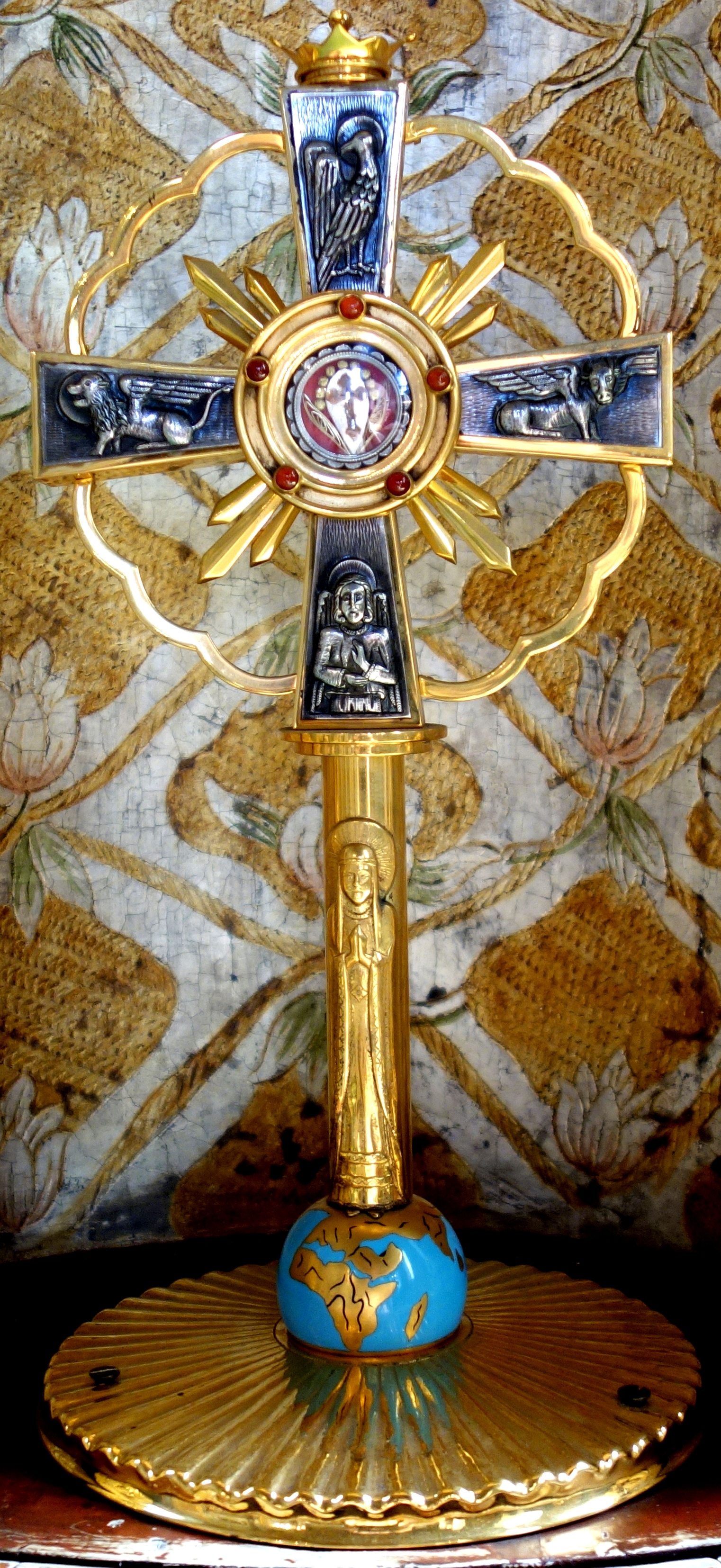
Monstranz
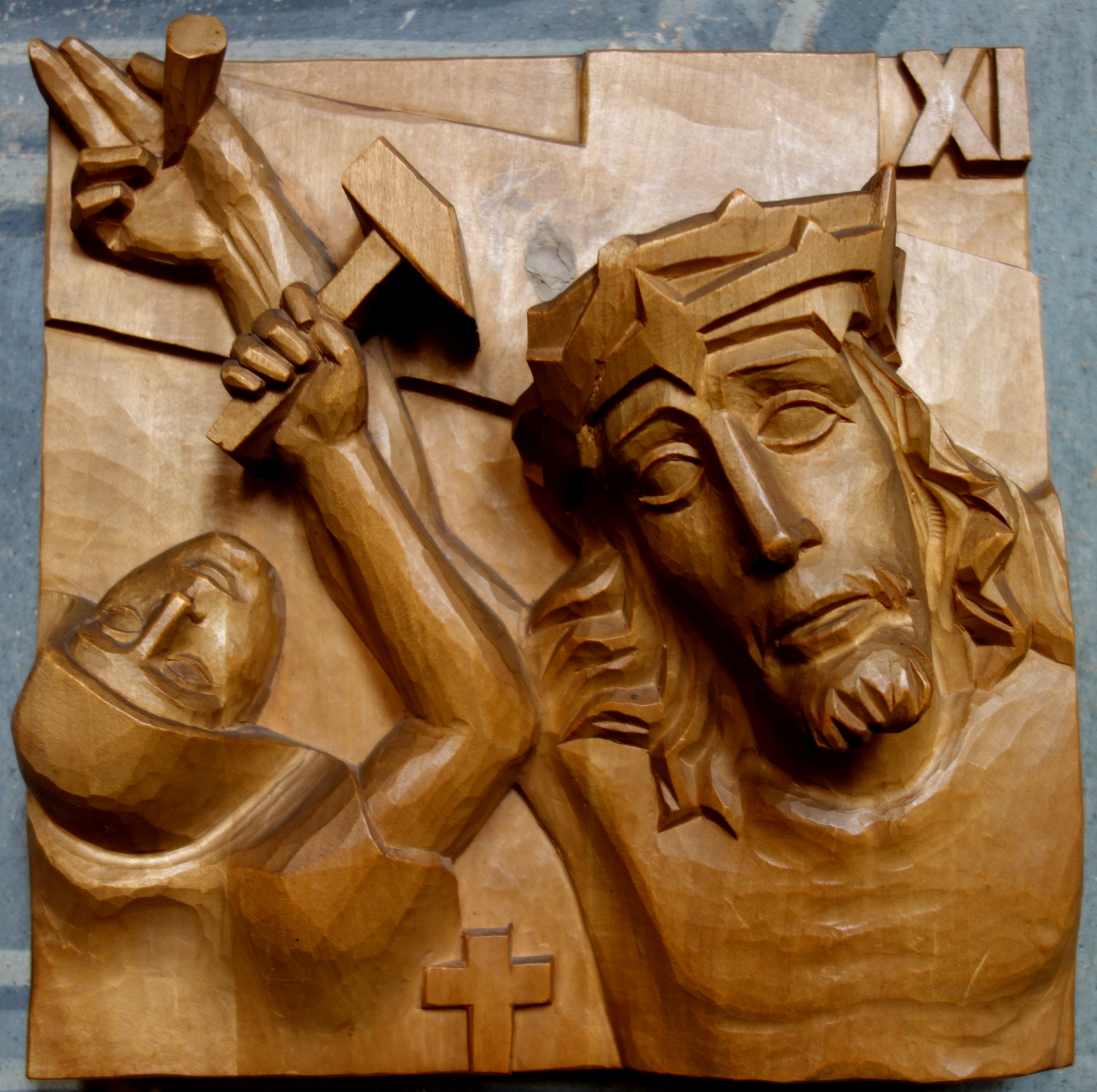
Kreuzwegstation
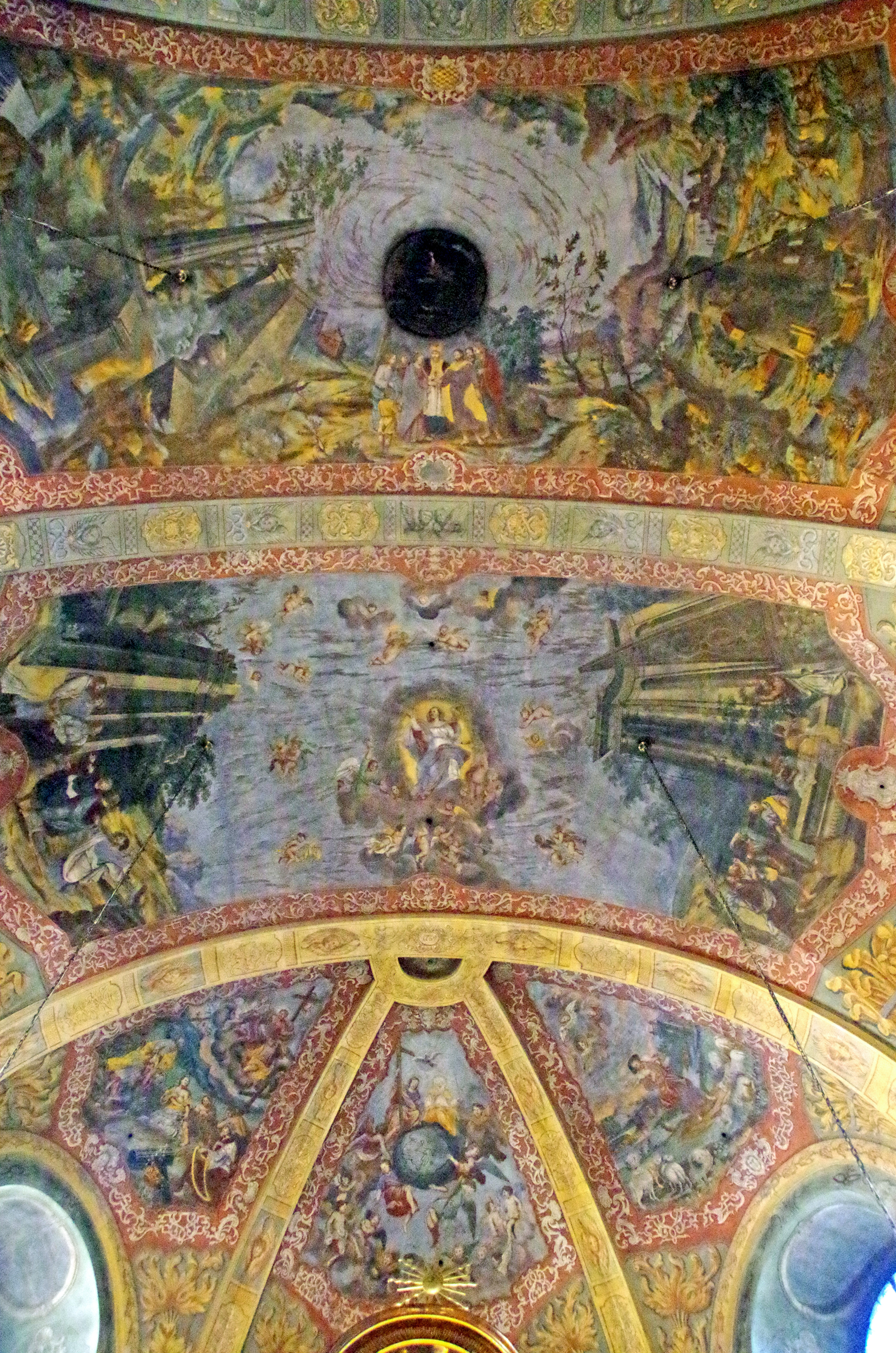
Kappengewölbe
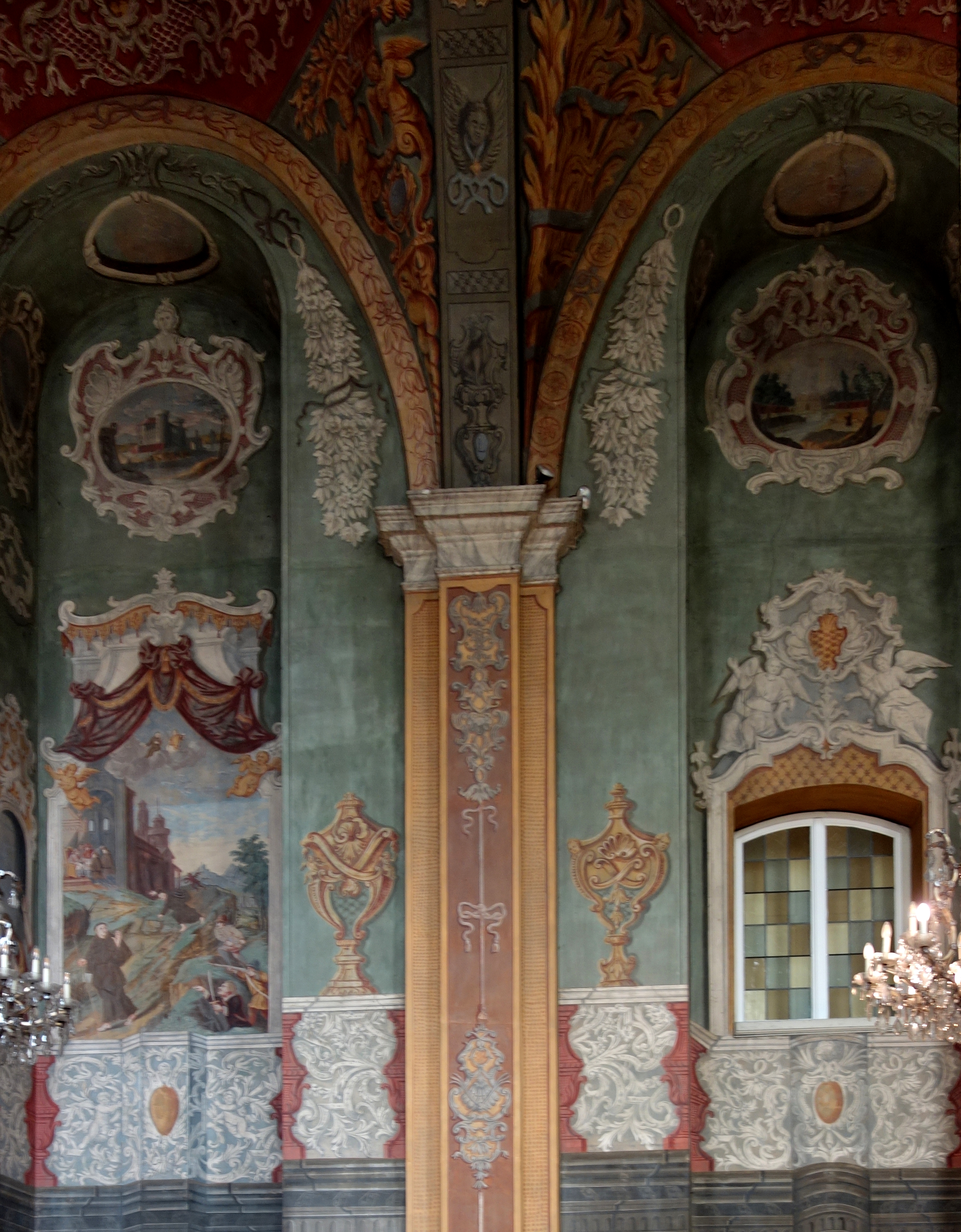
Wandmalerei
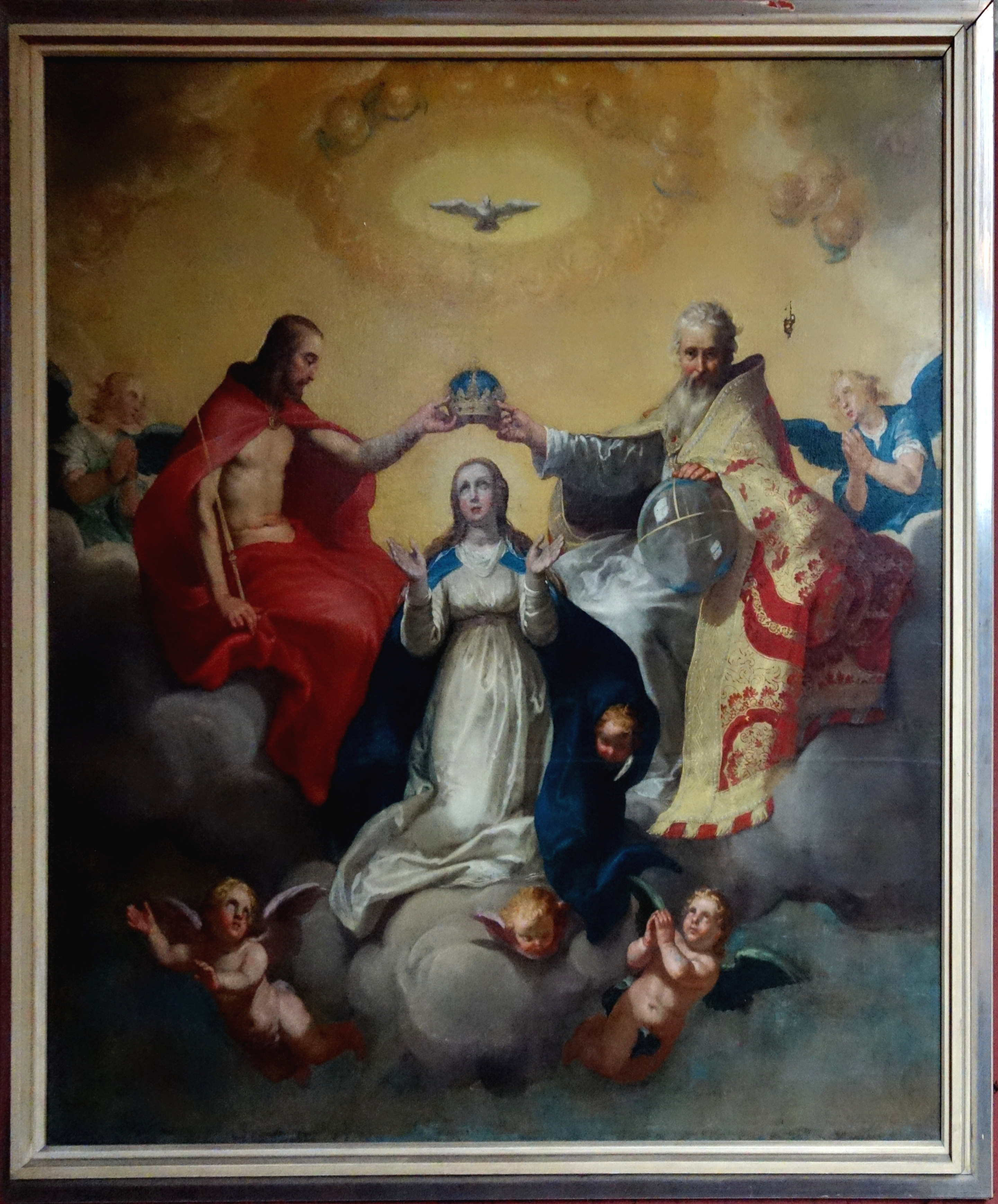
Wandgemälde Verherrlichung Mariens
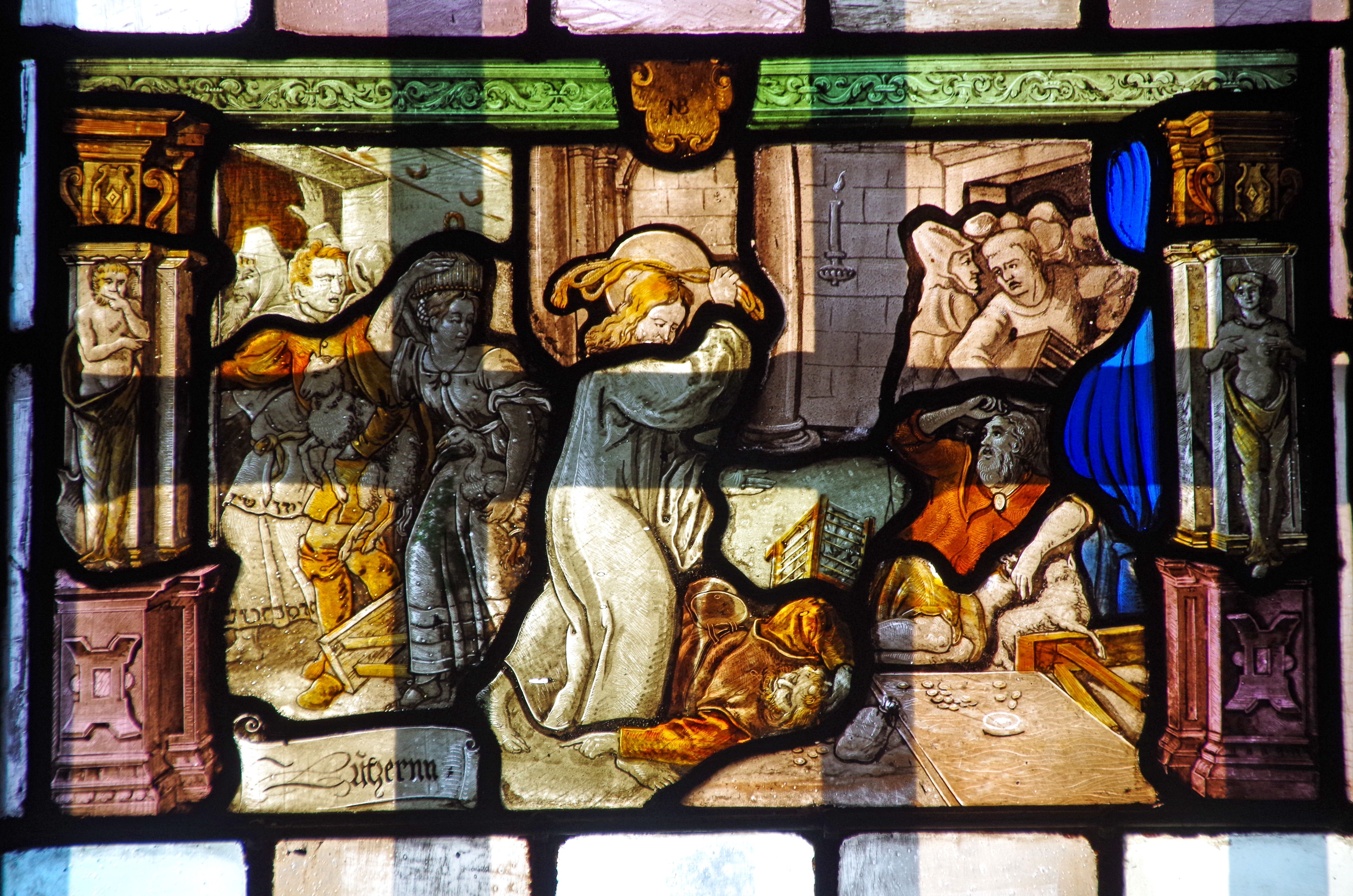
Kirchenfenster (Tempelreinigung)
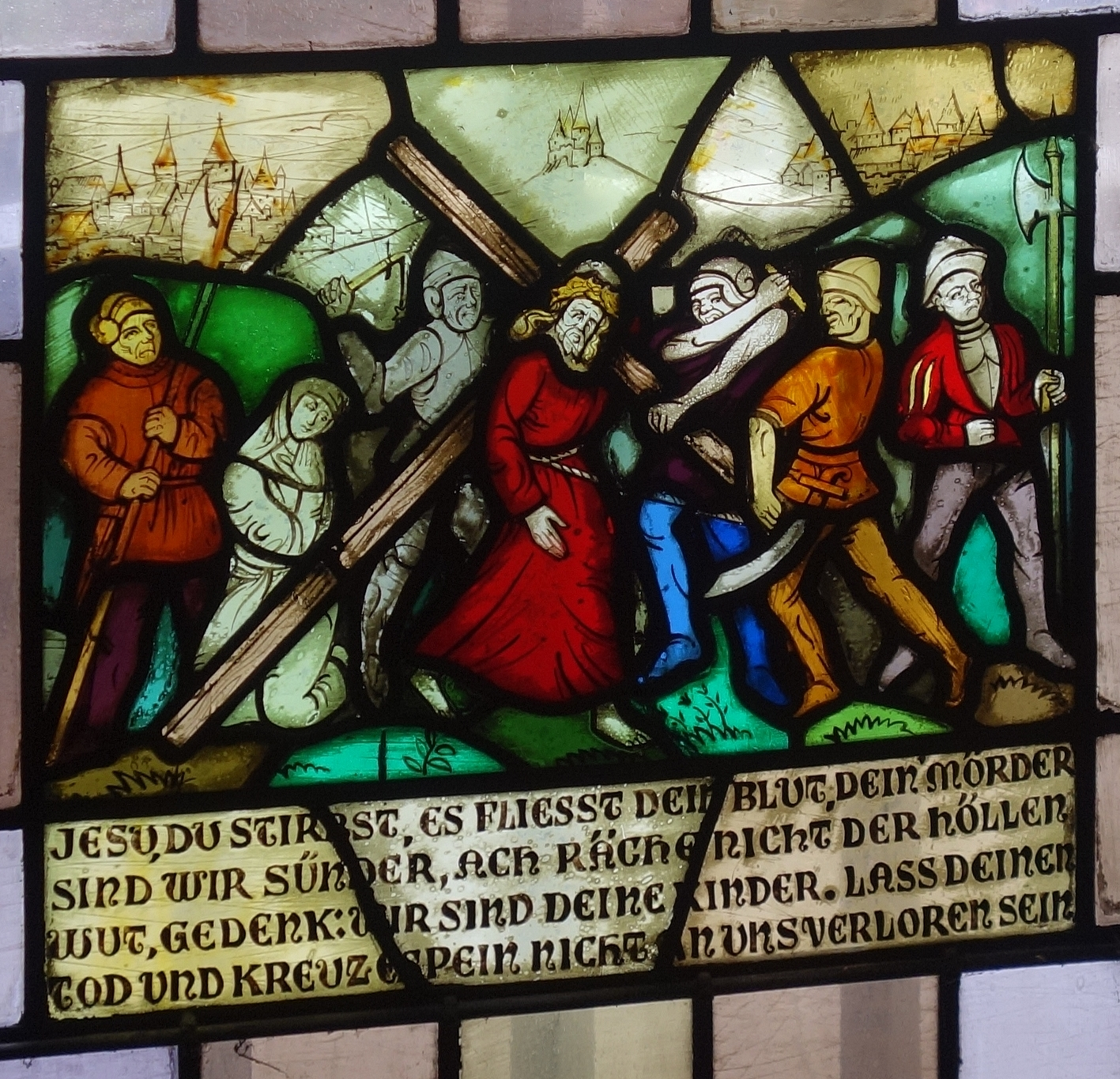
Kirchenfenster (Kreuzweg)

## Denkmalschutz
Die Hospitalkirche ist in der Liste der Kulturdenkmäler in Andernach verzeichnet.